# Narodowy Techniczny Uniwersytet Politechnika Charkowska
Narodowy Techniczny Uniwersytet Politechnika Charkowska (ukr. Національний технічний університет «Харківський політехнічний інститут», НТУ ХПІ) – ukraińska techniczna szkoła wyższa w Charkowie, największe centrum edukacyjne Wschodniej Ukrainy, drugi instytut o profilu technologicznym w Imperium Rosyjskim po Petersburskim oraz drugi na Ukrainie po Lwowskiej Akademii Technicznej (1844).
Kształcenie prowadzone jest w 96 specjalnościach na 24 fakultetach podstawowych.

## Historia
Instytut został uroczyście otwarty 14 (27) września 1885 jako Instytut Technologii Praktycznych (ukr. практичний технологічний інститут) z dwoma oddziałami – mechanicznym i chemicznym, na które zostało przyjęto tylko 125 osób. W 1898 uczelnia w związku z pogłębieniem edukacji teoretycznej została przemianowana na Instytut Technologiczny cesarza Aleksandra III (ukr. технологічний інститут імператора Олександра III). W 1923 roku nadano mu imię Lenina, w 1929 roku Instytut Technologiczny im. Lenina przekształcono w Politechnikę Charkowską im. Lenina (Харківський політехнічний інститут імені Леніна). W 1930 roku na podstawie poszczególnych wydziałów Instytutu powstało pięć niezależnych instytutów. W 1949 roku cztery instytuty: mechaniczno-maszynoinżynierski, chemiczno-technologiczny, elektrotechniczny i przemysłu cementowego połączono w odrodzoną Politechnikę Charkowską im. Lenina. W kwietniu 1994 uczelnia została reorganizowana w Państwową Politechnikę Charkowską (ukr. Харківський державний політехнічний інститут). Dopiero w 2000 otrzymała obecną nazwę.